# Бусбек
Бусбе́к (фр. Bousbecque) — коммуна во Франции, регион О-де-Франс, департамент Нор, округ Лилль, кантон Ламберсар. Находится на границе с Бельгией, в 15 км к северо-востоку от Лилля, в 6 км от автомагистрали А22, на правом берегу реки Лис.
Население (2017) — 4 831 человек.

## Достопримечательности
- Церковь Святого Мартина из камня и кирпича, построенная в 1874 году на месте одноименной церкви XVI века
- Здание мэрии XIX века, окруженное большим садом
- Часовня Святого Жозефа 1869 года в неоготическом стиле

## Экономика
Структура занятости населения:
- сельское хозяйство — 1,1 %
- промышленность — 48,7 %
- строительство — 2,8 %
- торговля, транспорт и сфера услуг — 24,1 %
- государственные и муниципальные службы — 23,2 %

Уровень безработицы (2017) — 8,4 % (Франция в целом — 13,4 %, департамент Нор — 17,6 %). 

Среднегодовой доход на 1 человека, евро (2017) — 22 950 (Франция в целом — 21 110, департамент Нор — 19 490).

## Демография
Динамика численности населения, чел.

## Администрация
Пост мэра Бусбека с 2018 года занимает Жозеф Лефевр (Joseph Lefebvre). На муниципальных выборах 2020 года возглавляемый им правый список победил в 1-м туре, получив 72,51 % голосов.
| Период | Период | Фамилия              | Партия        | Примечания |
| ------ | ------ | -------------------- | ------------- | ---------- |
| 1952   | 1977   | Леон Даль-Трантсо    |               |            |
| 1977   | 2001   | Поль-Альбер Деллануа |               |            |
| 2001   | 2014   | Жан-Пьер Бран        | Разные правые |            |
| 2014   | 2018   | Александр Бёсвар     | Разные правые |            |
| 2018   |        | Жозеф Лефевр         |               |            |

## Ссылки

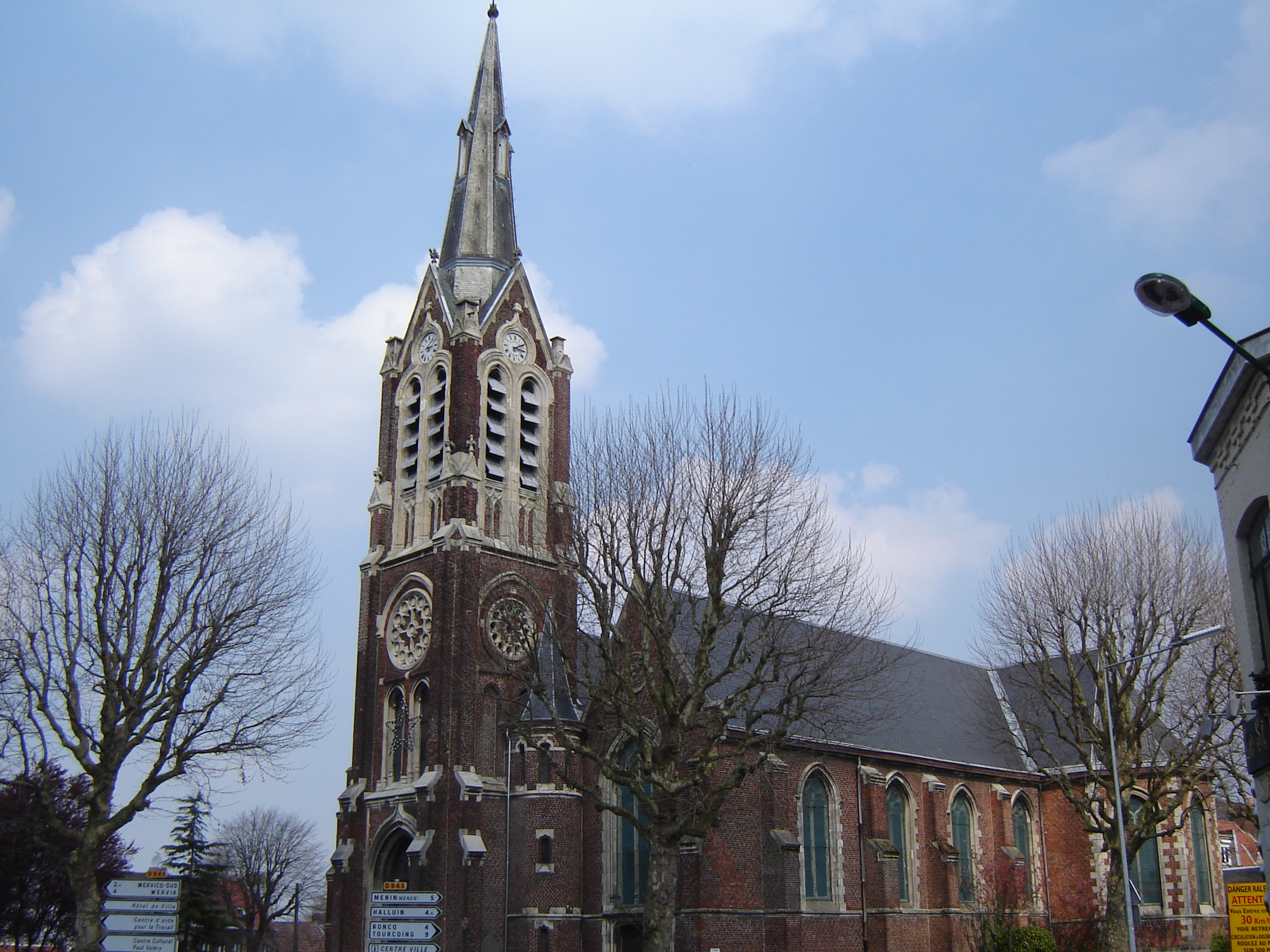
Церковь Святого Мартина
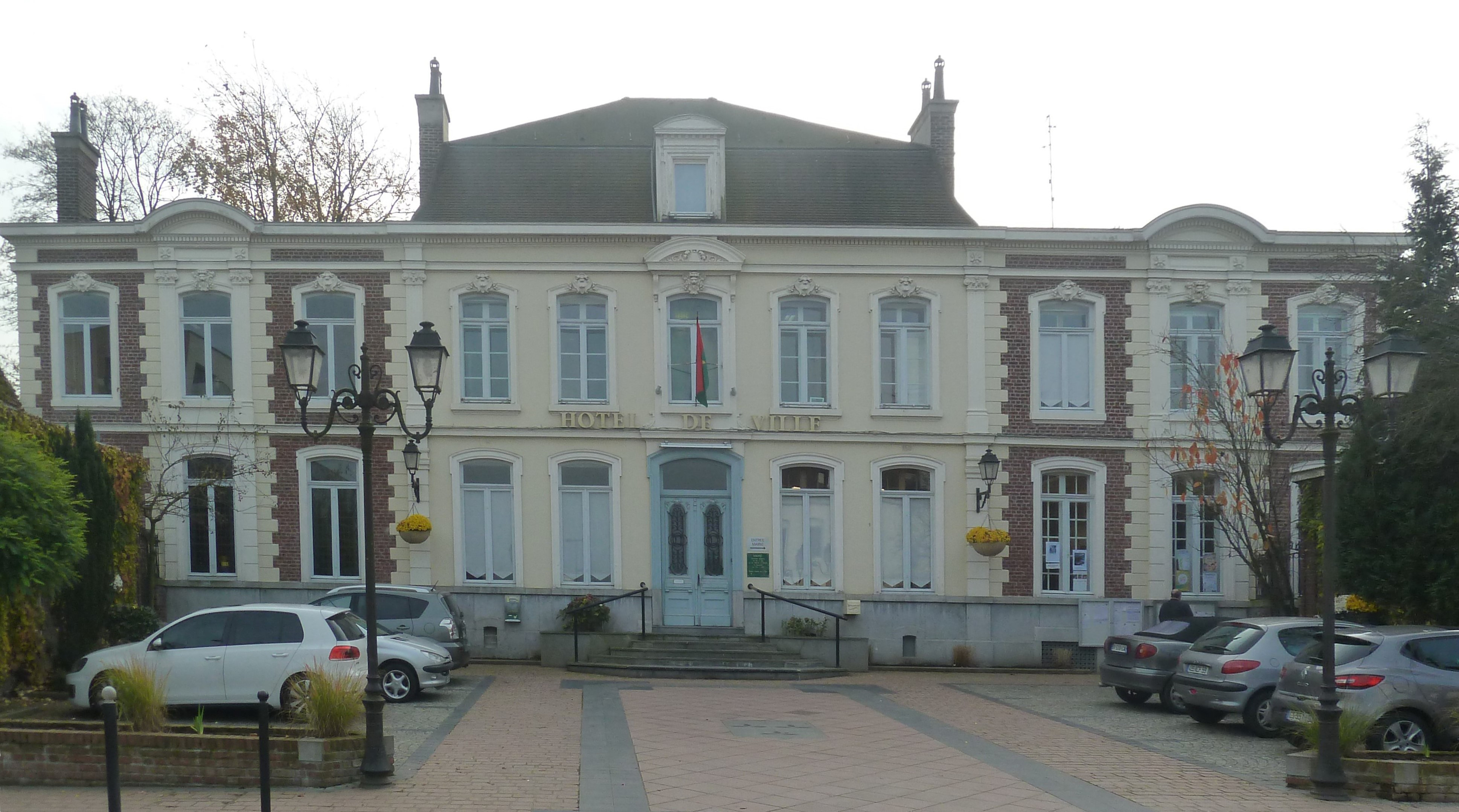
Мэрия
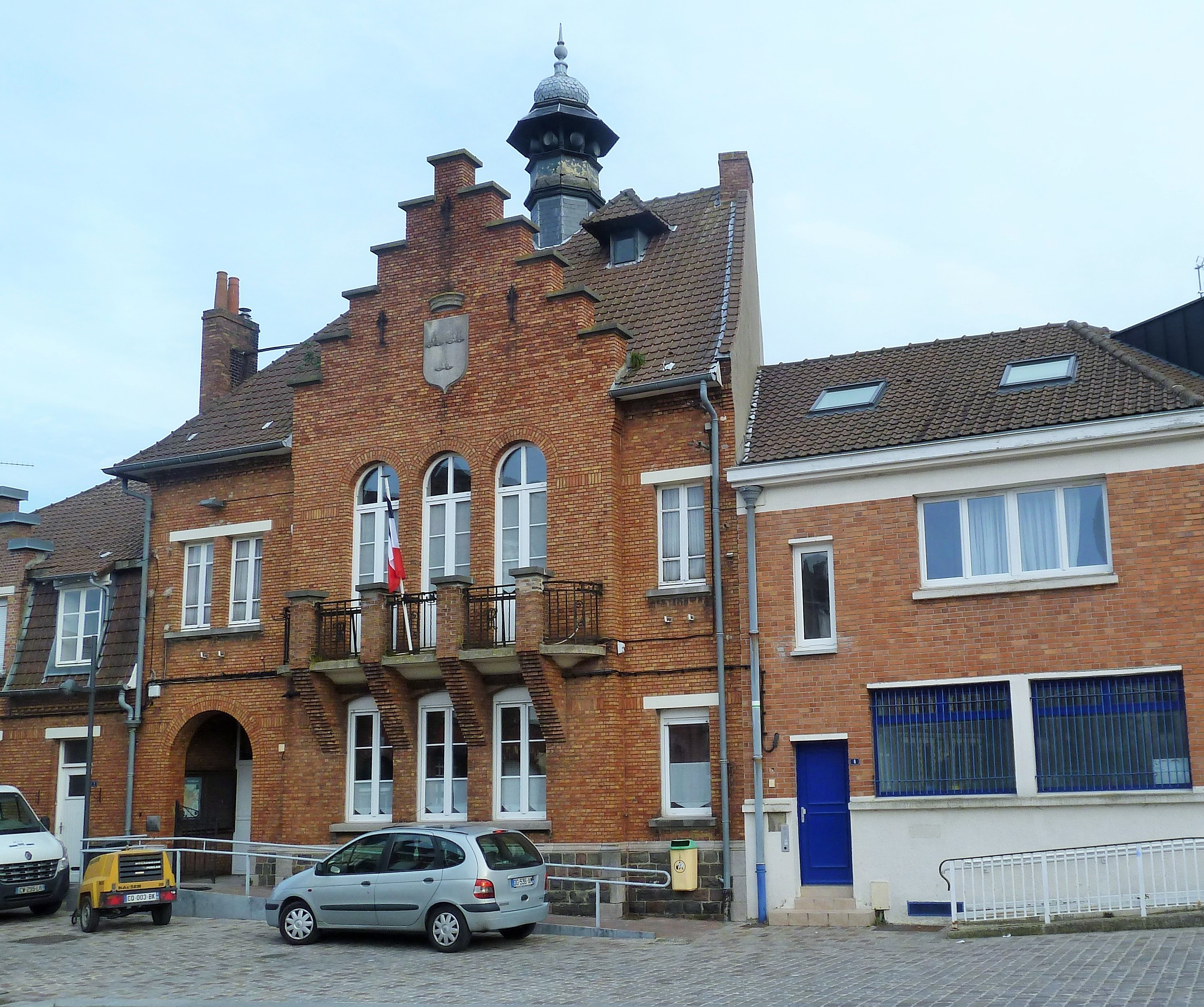
Бывшая мэрия
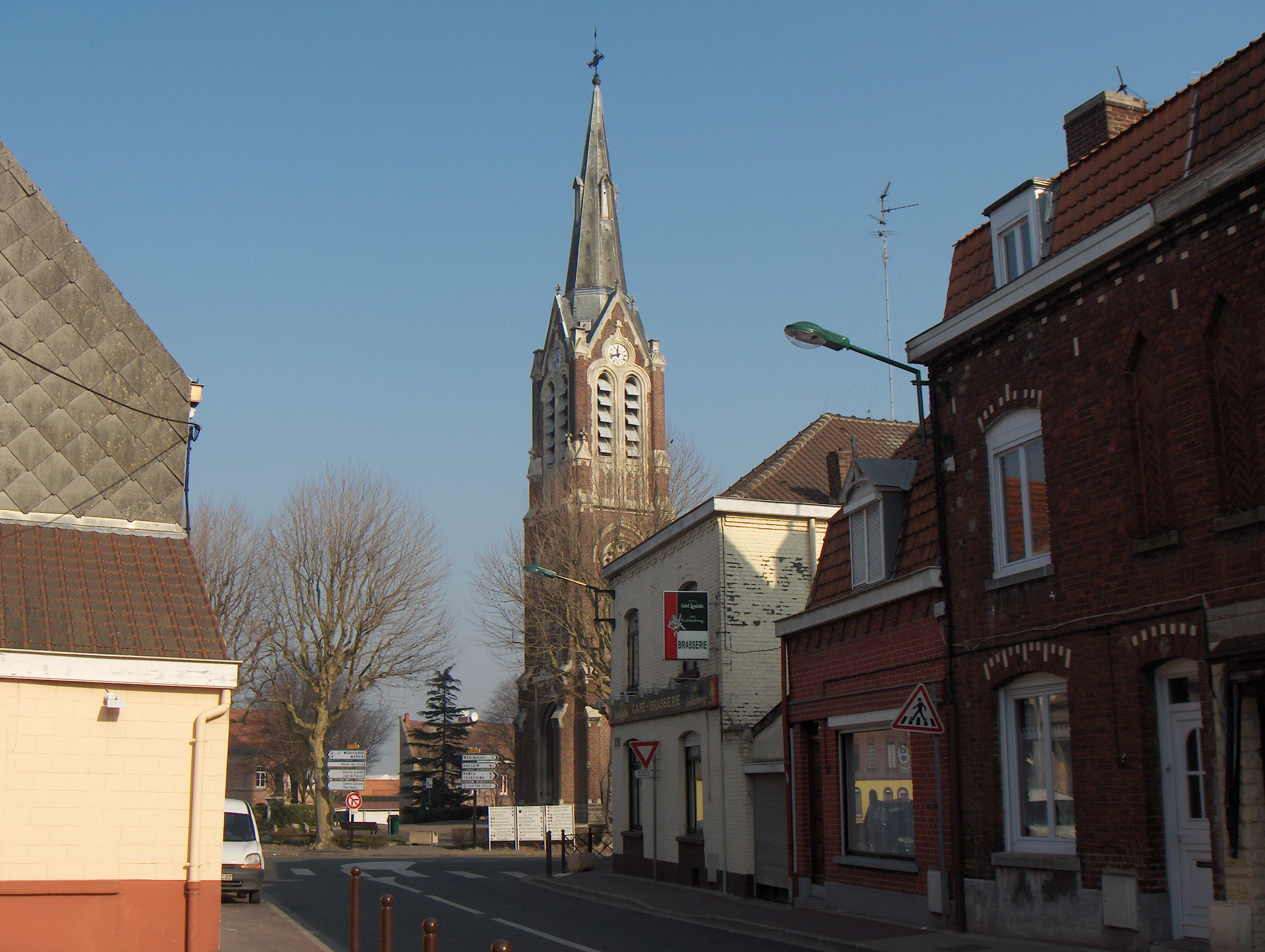
Улица в центре города